# Nelli Neumann
Nelli Neumann (geboren 3. Januar 1886 in Breslau; gestorben Sommer 1942 im Vernichtungslager Maly Trostinez, Minsk) war eine deutsche Mathematikerin und Pädagogin. Sie gehörte zu den ersten Frauen, die in Deutschland als Mathematikerin promovierten. Neumann wurde Opfer des Holocaust.

## Leben
Nelli Neumann wurde am 3. Januar 1886 in Breslau geboren. Sie war die Tochter des Justizrates Max Neumann und Sophie Neumann, geb. Deutsch. Ihre Eltern waren jüdischer Abstammung, aber evangelische Christen, und auch Nelli Neumann wurde getauft. Als sie zwei Jahre alt war, starb ihre Mutter. Neumann wurde von ihrem Vater mit viel Liebe erzogen und wie ein Kamerad behandelt. Bei ihnen lebte auch ihre Großmutter mütterlicherseits, die nach dem Tod ihrer Tochter den Haushalt der Familie versorgte. Sie quälte jedoch durch ihre Launen Nelli Neumann und ihren Vater. Besuch von Mitschülerinnen bekam sie nie, und so wuchs sie recht einsam auf.
Neumann zeigte sehr früh große mathematische Begabung, und ihr Vater förderte diese. Sie erhielt von Richard Courant, zu der Zeit ein hochbegabter Schüler, der später Mathematikprofessor in Göttingen und ab 1933 in New York war, zusätzlichen Mathematikunterricht. Nach dem Abitur besuchten sie zusammen Vorlesungen in Mathematik und Physik an der Universität Breslau. Da sie jedoch mit dem Studium nicht zufrieden waren, wechselten sie im Frühjahr 1907 an die Universität Zürich, kehrten jedoch enttäuscht nach einem Semester nach Breslau zurück. Nelli Neumann blieb in Breslau, während Courant nach Göttingen an die Universität ging, welche zu der Zeit als ein Zentrum der Wissenschaften, vor allem der Mathematik galt. Neumann und Courant verlobten sich 1911. Courant plante seine Habilitation in Göttingen, während Neumann in Breslau den Doktorgrad erworben und gleichzeitig ihr Staatsexamen für das Lehramt an Gymnasien abgelegt hatte. Richard Courant habilitierte sich Ende Februar 1912 und hielt seine Antrittsvorlesung. Nach den Sommerferien bezogen Nelli und Richard Courant als Ehepaar ein kleines Haus in Göttingen.
Nelli Courant tat sich mit den Aufgaben als Hausfrau schwer. Die Bewirtung von Freunden, die ihr Mann gerne unangemeldet mitbrachte, um mit ihnen zu diskutieren, fiel ihr schwer. Sie erklärte dazu Edith Stein, der Cousine ihres Mannes: „Die Dinge sind um so komplizierter, je weiter sie sich von der Mathematik entfernen, und der Haushalt ist am weitesten von der Mathematik entfernt“. Bei den Gesprächsrunden im Haus Courant fanden sich fast ausschließlich Männer ein, und Nelli Courant fühlte sich oft einsam. So bat sie Edith Stein, doch von Breslau zu ihnen nach Göttingen zu ziehen. Stein zog im April 1913 nach Göttingen und wurde dort Schülerin des Philosophen Edmund Husserl. Später trat sie in den Karmeliter-Orden in Köln ein, wurde jedoch aufgrund ihrer jüdischen Abstammung ebenfalls ein Opfer des Holocaust. Gemeinsam besuchten sie einmal in der Woche ein philosophisches Kolleg, und Nelli Courant hörte neben der Hausarbeit auch einige Vorlesungen an der Universität. Zudem arbeitete Courant in der Berufsberatungsstelle für Studentinnen, die vom Verein „Frauenbildung – Frauenstudium“ eingerichtet worden war.
Richard Courant bekam am 30. Juni 1914 seinen Stellungsbefehl, und zwei Tage später begann der Erste Weltkrieg. Bereits zuvor hatte sich das Ehepaar auseinander gelebt. Als er im August 1915 Fronturlaub bekam, war Nelli Courant nicht in Göttingen, sondern in Berlin. Als er verwundet in einem Militärhospital in Essen lag, besuchte sie ihn dort und bat ihn um die Scheidung. Die Ehe wurde am 16. Februar 1916 geschieden, sie nahm ihren Geburtsnamen wieder an und zog 1918 nach Essen. Dort arbeitete sie an der Luisenschule am Bismarckplatz als Studienrätin und unterrichtete in den Fächern Mathematik, Physik und Chemie. Sie bereitete ihren Unterricht äußerst gewissenhaft vor. Um physikalische und chemische Versuche aufzubauen und durchzuführen, blieb sie mitunter sogar nachts in der Schule. Neumann war umfassend gebildet, was ihre Kolleginnen und Kollegen sehr anerkannten. Neben ihrem Wissen in der Mathematik besaß sie auch ein fundiertes Wissen über Kant und Goethe. Ihrer Ansicht nach war die Mathematik nicht losgelöst von den anderen Wissensgebieten, sondern sie durchdachte sie von der Philosophie her.
Nelli Neumann gehörte der Deutschen Friedensgesellschaft an und trug eine Taube als Brosche. In ihrer Freizeit ging sie gerne in Konzerte, spielte selbst hervorragend Klavier und liebte dabei vor allem Mozart. An den Schulgottesdiensten nahm sie regelmäßig teil, wurde in ihrer Arbeit vom christlichen Glauben geleitet und gehörte zu einem Kreis, der sich um den Essener Pfarrer Friedrich Wilhelm Graeber von der Pauluskirche gebildet hatte. Bis 1933 war sie als Lehrerin in ihrer Arbeit in Essen sehr glücklich. Mit der Machtergreifung der Nationalsozialisten am 30. Januar 1933 änderte sich dies im Zuge der einsetzenden Judenverfolgung. Neumann wurde am 27. September 1933 aufgrund des § 4 des „Gesetzes zur Wiederherstellung des Berufsbeamtentums“ aus dem öffentlichen Schuldienst entlassen. Die Entscheidung wurde unverzüglich umgesetzt, und Neumann bekam nicht einmal mehr die Möglichkeit, sich von ihren Kollegen und Schülerinnen zu verabschieden. Mit ihr wurden zwei weitere Lehrkräfte entlassen, die wie sie Mitglied der Deutschen Friedensgesellschaft waren.
Nach ihrer Freistellung wurde ihr Gehalt so weit gekürzt, dass sie auf Unterstützung durch andere angewiesen war. Diese fand sie in den Angehörigen ihrer ehemaligen Kollegen. Sie musste in eine kleinere Wohnung umziehen, bekam jedoch auch dort bis 1941 Besuch ihrer ehemaligen Schülerinnen. Auf Initiative des Pfarrers Graeber von der Pauluskirche bildete sich ab Mai 1933 der Kreis der „Freien Presbyterianer“, die zur Bekennenden Kirche gehörten und dem sich auch Neumann anschloss. Nachdem Pfarrer Graeber seines Amtes enthoben worden war, trafen sie sich zu sonntäglichen Gottesdiensten in einem Saal im 4. Stock im „Haus der Technik“. Nelli Neumann musste, nachdem Juden das Tragen des Judensterns auferlegt worden war, diesen ebenfalls tragen, und sie erschien unerschrocken mit dem offen getragenen Judenstern zum Gottesdienst. Zudem besuchte sie die sogenannten „Bibelklassen“ unter der Leitung von Pfarrer Graeber, die dieser in Privathäusern abhielt. Dazu gehörte auch das Haus von Gustav Heinemann, dem späteren Bundespräsidenten.
Mit einem Schreiben des Oberpräsidenten der Rheinprovinz vom 10. November 1941 wurde Neumann zum „Arbeitseinsatz im Osten“ eingeteilt, und die Zahlungen ihres Ruhegehalts wurden eingestellt. In den letzten Tagen vor ihrer Deportation wohnte sie im Hedwig-Dransfeld-Haus des Katholischen Frauenbundes in Essen-West. Pfarrer Graeber versuchte vergeblich, ihre Deportation zu verhindern. Auf einer letzten Versammlung vor ihrer Deportation trafen sich die Frau des Direktors Waaserloos des Luisengymnasiums und ihre Kolleginnen Else Thiele und Marianne Rupprecht. Dabei wollten diese versuchen, eine weitere Kommunikation zu verabreden. Neumann soll dabei äußerlich gelassen, jedoch innerlich tief verstört gewesen sein, ihre stolze Haltung soll sie aber bewahrt haben. Einige Freunde und zwei ehemalige Schülerinnen begleiteten Neumann bis auf den Bahnsteig im Essener Hauptbahnhof. Man gab ihr noch einen selbstgebackenen Kuchen mit auf die Reise. Ein letztes Lebenszeichen erhielt der Religionslehrer Dr. Böhmer im Dezember 1941 mit einer Karte von Neumann; sie schrieb, sie befände sich auf dem Weg nach Minsk, ihr Gepäck sei ihr bereits abgenommen worden.
Durch Zufall gibt es noch einen Bericht über Neumann aus Minsk. Ein Holzbildhauer aus Thüringen, den die Pastorin Kaufmann nach dem Krieg kennengelernt hatte, erzählte ihr von seiner Zeit als Angehöriger der Deutschen Wehrmacht in Minsk. Dort sei ihm im Lager unter den Juden eine Nelli Neumann aufgefallen, die die Kinder um sich versammelt hatte, mit ihnen spielte und sie beschäftigte. Da sie einen großen Eindruck auf ihn gemacht hatte, habe er sich ihren Namen gemerkt. Nachdem sich die dort stationierten Soldaten geweigert hatten, dem Befehl zu folgen, alle Juden zu erschießen, seien SS-Männer für die Morde eingesetzt worden. Die Juden hätten ihre Gräber ausheben müssen, sich mit dem Rücken an die Ränder der Gräber stellen müssen und wurden dann erschossen, sodass sie in die Gräber gefallen seien. Dazu passt, dass im Sommer 1942 Pfarrer Graeber die offizielle Version der Todesursache von Nelli Neumann bekannt gab: „Bei Erdarbeiten in Polen verstorben.“

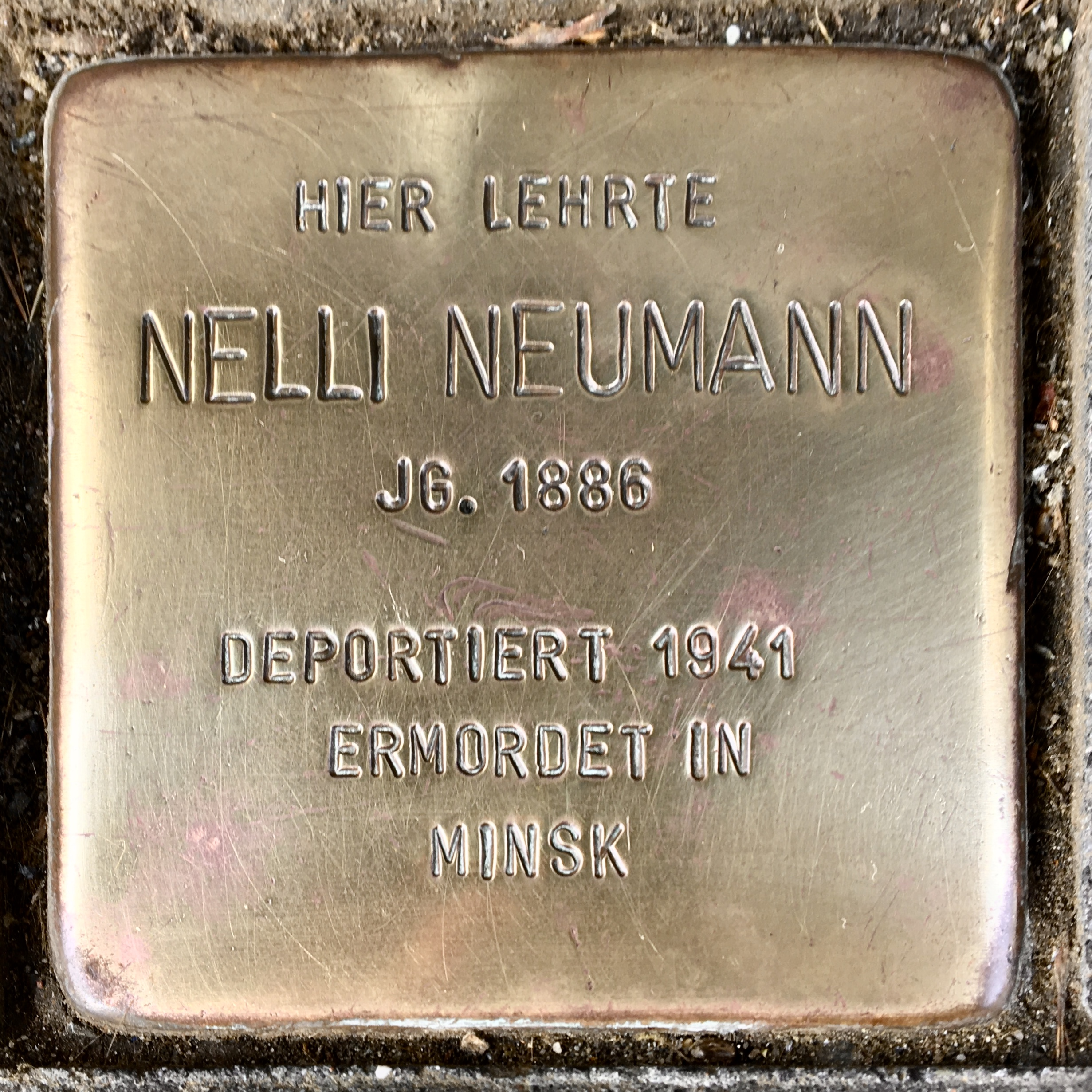
Stolperstein für Nelli Neumann

## Gedenken und Ehrungen
In Essen-Frohnhausen wurde die Nelli-Neumann-Förderschule nach ihr benannt.
Für Nelli Neumann wurde ein Stolperstein am Haus der Geschichte in Essen verlegt.
Ihre Biografie wurde für einen der  FrauenOrte NRW ausgewählt, und dieser wird im September 2025 eingeweiht.